# Szarif Nazarow
Szarif Nazarowicz Nazarow, tadż. Шариф Назарович Назаров ros. Шариф Назарович Назаров, Szarif Nazarowicz Nazarow (ur. 23 lutego 1946, Tadżycka SRR) – tadżycki piłkarz, grający na pozycji obrońcy, trener piłkarski.

## Kariera piłkarska

### Kariera klubowa
Wychowanek Szkoły Sportowej w Szahrinawiu. W 1967 rozpoczął karierę piłkarską w Pachtakorze Kurgonteppa. W 1969 debiutował w składzie Energetika Duszanbe. W 1971 roku zakończył karierę piłkarza.

## Kariera trenerska
Po zakończeniu kariery piłkarza rozpoczął pracę szkoleniowca. W 1973 dołączył do sztabu szkoleniowego Pamiru Duszanbe, w którym pracował z przerwami na różnych stanowiskach do 1993 roku. W 1983 roku ukończył Wyższą Szkołę Trenerów w Moskwie i potem pomagał Jurijowi Siominu trenować Pamir, a po jego dymisji w 1986 stał na czele klubu. W latach 1981–1982 prowadził Orzu Szahrinaw. W 1989 został skierowany do pracy w egipskim Al Merreikh Port Said. W 1992 roku został zaproszony na stanowisko selekcjonera narodowej reprezentacji Tadżykistanu, którą kierował do 1993. Potem jeszcze w 1999, 2003 i 2004–2006 ponownie prowadził reprezentację kraju. Od 1994 do 1995 trenował uzbecki Navbahor Namangan. W 1997 roku stał na czele odrodzonego Pamiru. W latach 1998–2001 trzykrotnie poprowadził Warzob Duszanbe do złotych medali mistrzostw. W 2001 został mianowany na stanowisko głównego trenera klubu Farruch Hisar, z którym w 2002 awansował do Wyższej Ligi. Od 2003 do 2005 kierował Awiatorem. W 2006 objął stanowisko głównego trenera Himy Duszanbe, z którą pracował do 2007. Od grudnia 2008 jest selekcjonerem olimpijskiej reprezentacji Tadżykistanu. W czerwcu 2009 został zaproszony na stanowisko Prezesa klubu Regar-TadAZ Tursunzoda.

## Sukcesy i odznaczenia

### Sukcesy trenerskie
Pamir Duszanbe
- mistrz Pierwszej ligi ZSRR: 1988
- mistrz Tadżykistanu: 1992
- zdobywca Pucharu Tadżykistanu: 1992

Warzob Duszanbe
- mistrz Tadżykistanu: 1998, 1999, 2000
- zdobywca Pucharu Tadżykistanu: 1999

Farruch Hisar
- mistrz Pierwszej ligi Tadżykistanu: 2001

Awiator Bobodżan Gafurow
- zdobywca Pucharu Tadżykistanu: 2004

reprezentacja Tadżykistanu
- zdobywca AFC Challenge Cup: 2006

### Odznaczenia
- tytuł Mistrza Sportu: 1968
- tytuł Zasłużonego Trenera Sportu Tadżyckiej SRR: 1977
- tytuł Zasłużonego Trenera Sportu ZSRR: 1992